# Klaret
Mistr Klaret, latinsky Magister Bohemarius Bartholomaeus de Solencia dictus Claretus, vlastním jménem Bartoloměj z Chlumce (asi 1320, Chlumec nad Cidlinou – 3. května 1370) byl český spisovatel, učenec, lékař a lexikograf, kanovník katedrály svatého Víta a mistr pražské univerzity.

## Život
O jeho životě není mnoho známo. Byl patrně jedním z prvních studentů pražské univerzity, stal se kanovníkem u sv. Víta a učitelem tamní školy. Vyučoval latinu a připravoval žáky ke studiu na univerzitě. Protože univerzitní studium probíhalo latinsky a začínalo sedmi svobodnými uměními (triviem a kvadriviem), učil zejména latinskou terminologii pro toto studium.

## Dílo
Jeho zachované dílo tvoří básně a zejména veršované slovníky, nejstarší slovníky českého jazyka, které vytvořil pro potřeby svých žáků. Je v nich zachováno téměř 10 tisíc staročeských slov, která se střídají s latinskými ekvivalenty. Protože se žáci slovník patrně učili nazpaměť, skládal Klaret z dvojic slov šestistopé přízvučné verše (hexametry). Látku čerpal z antických i středověkých pramenů a z Bible, na tvorbě slovníků se podíleli i další vzdělanci, arcibiskup Arnošt z Pardubic, Jan Očko z Vlašimi, královský lékař Havel ze Strahova a snad dokonce i císař Karel IV.
Klaretovo dílo mělo velký význam pro českou vzdělanost až do 16. století. Jako první se pokusil o vytvoření české vědecké terminologie a významně se tak přičinil o vznik spisovné češtiny. Zhruba v téže době vznikl první úplný český překlad Bible a na tyto základy navázali Jan z Břevnova a Mistr Jan Hus reformou českého pravopisu (zavedením diakritiky).

### Pohádky
V díle Bartoloměje z Chlumce je zachována nejstarší zmínka o české pohádce. Je to pohádka O dvanácti měsíčkách, která je zde nejen v české, ale i v světové literatuře doložena poprvé. Klaret ji zmiňuje jako příklad kazatelského exempla, krátkého příběhu, jímž zejména dominikánští a františkánští mniši oživovali svá lidová kázání.

## Spisy

### Slovníky
- Bohemář (Bohemarius) uvádí v osmi kapitolách (o Bohu, o přírodě, člověku, společnosti, obci, kléru, válce a povolání) a 981 verších asi 2500 termínů, vesměs podstatných jmen.
- Glosář (Glossarius) či také Poklad chudých (kolem 1360) je pokračováním a rozšířením Bohemáře, na němž spolupracovali i pražští arcibiskupové a další učenci. Uvádí v osmi kapitolách a 2688 verších terminologii sedmi svobodných umění včetně sloves, adjektiv atd.

Ukázka
„Letka volatile, noss rostrum, ten frendula hic koss,

Kossinye pennatum, ceix cziss, zlutek que vitellum,

Pes noha, penna pero, sit penniletum holopero.

Aculeus zehadlo, trup assillus et alaque krzidlo;

Ruffilus czrmak, milvus lunak, sit avis ptak;

Kanye larus, cauda sit oczass sskrziwanecz que alauda.“

„Fluxus tek, gezero lacus esto palusque moczidlo,

Unda voda, fluvius potok, est pons most, struha rivus.

Bistrzína sit ruítus, ohrzie Phoxa, rozteczka refluxus,

Hluboko profundum, dno fundum, myelko refundum.“

- Vokábulář gramatický – odborná terminologie gramatiky, logiky, rétoriky, aritmetiky, geometrie, astronomie, muziky, lékařství, přírodopisu a teologie. Ve verších se opět střídají slova latinská a česká; obsahuje asi 7000 termínů.

### Vědecké spisy
- Medicaminarius – veršovaný výklad obsahu knihy Regimen scholae Salernitanae
- Complexionarius – popisuje čtyři povahy a jejich jednání.
- Astronomicus (Astronominarius) – kniha o astronomii a o vlivu hvězd na lidské osudy. Obsahuje „pohádku“ O dvanácti měsíčkách.[4][5]
- Secundus liber de naturalibus – pokračování předchozího spisu.
- Exemplarius auctorum (Vzorník autorů), 1366 – nedokončený seznam mytických i historických postav, dále ptáků, zvířat a jiných věcí. Obsahuje bajky.[6]

### Poezie
- Ptačí zahrádka – latinské básně

### Ostatní spisy
- Enigmatikus – kniha 153 veršovaných hádanek
- Ortulus phiziologye (Zahrádka fyziologie) 1365 – encyklopedie středověkých přírodopisných znalostí i představ, včetně mytologických zvířat a bytostí.